# シビーユ・ダンジュー
シビーユ・ダンジュー（Sibylle d'Anjou, 1112年頃 - 1165年）は、フランドル伯の妃に2度なった人物。アンジュー伯フルク5世と妃エランブルジュ・デュ・メーヌの子。

## 生涯
1123年、ギヨーム・クリトン（ノルマンディー公ロベール2世の子）と結婚。ギヨームはフランドル伯となった。シビーユはこの結婚でメーヌ伯領を持参金として夫にもたらした。しかしこの結婚は、1124年に近親婚を理由に破棄された。婚姻の無効は、ギヨームの叔父であるイングランド王ヘンリー1世（碩学王）からの要求に応じたローマ教皇ホノリウス2世が下した。シビーユの父フルクは婚姻の無効に反対し、ホノリウス2世が彼を破門し、アンジューでの聖務差し止めを行うまで同意しなかった。シビーユはその後、寡夫となっていた父に連れられてエルサレム王国への十字軍に同行した。フルクは聖地でエルサレム王位継承予定者メリザンドと出会い、1131年にエルサレム王となった。1139年、シビーユは聖地に初めて巡礼に訪れていたフランドル伯ティエリー・ダルザス（フランドル伯ロベール1世の孫にあたり、シビーユの前夫ギヨームと伯位を争った）と結婚した。
シビーユは新たな夫とフランドルに帰国し、夫が第2回十字軍で不在の間は2度目の妊娠中でありながら伯領の摂政となった。主の不在を狙ってエノー伯ボードゥアン4世が攻撃したが、シビーユは反撃を指揮してエノーを略奪した。報復としてボードゥアンはアルトワを荒らした。ランス大司教が介入し、停戦協定が結ばれた。ところが1149年にティエリーが帰国すると、ボードゥアンに復讐を行った。
1157年、シビーユはティエリーとともに彼の3回目の聖地巡礼に同行した。しかしエルサレムに到着すると彼女は夫と別居し、夫と帰国することを拒んだ。彼女はベタニアにある聖マリア・聖マルタ修道院の尼僧となった。その修道院では彼女の義理の叔母（義母メリザンドの妹）であるイオヴェタが修道院長となっていた。イオヴェタとシビーユはメリザンド女王を支援し、教会になんらかの影響を及ぼした。数多くいた候補者の中から、ラテンのエルサレム総主教（en）としてアマルリック・ド・ネール（en）の選出を支持した。
シビーユはベタニアで1165年に死去した。

## 子女
ティエリー・ダルザスとの間に5子をもうけた。
- マチュー（1137年 - 1173年） - マリー・ド・ブローニュと結婚し、ブローニュ伯となった。
- フィリップ（1143年 - 1191年） - フランドル伯
- マルグリット（1145年 - 1194年） - フランドル女伯、ヴェルマンドワ伯ラウル2世と結婚、エノー伯ボードゥアン5世と再婚
- ジェルトリュード（1135年 - 1182/6年） - サヴォイア伯ウンベルト3世と結婚
- マティルド（1194年没） - フォントヴロー修道院院長
- ピエール（1176年没） - カンブレー司教